# كورنيليو بابورا
كورنيليو بابورا (بالرومانية: Corneliu Papură)‏ (مواليد 5 سبتمبر 1973) هو لاعب كرة قدم. يلعب مع منتخب رومانيا لكرة القدم. سبق له أن لعب في كأس العالم لكرة القدم مع منتخب بلاده.

## روابط خارجية
- كورنيليو بابورا على موقع الاتحاد الدولي (مؤرشف)  (الإنجليزية)
- كورنيليو بابورا على موقع قاعدة بيانات كرة القدم.إي يو (الإنجليزية)
- كورنيليو بابورا على موقع ناشيونال فوتبول تيمز (الإنجليزية)
- كورنيليو بابورا على موقع عالم كرة القدم.نت (الإنجليزية)